# 諸暲
諸暲（1510年—？），字子誠，浙江紹興府餘姚縣人，民籍，明朝政治人物。

## 生平
嘉靖二十二年（1543年）癸卯科浙江鄉試第四十四名舉人。嘉靖二十九年（1550年）中式庚戌科二甲第九十四名進士。官工部主事，监修漕河。

## 家族
曾祖諸惠澤；祖父諸倫；父諸永貞，母舒氏。永感下。兄諸時。弟諸暉、諸映。